# Caesio xanthalytos
Caesio xanthalytos je paprskoploutvá ryba z čeledi chňapalovití (Lutjanidae).
Druh byl popsán roku 2013 ichtyology W. Hollemanem, A. D. Connellem a K. E. Carpenterem.

## Popis a výskyt
Maximální délka ryby je 22 cm.
Vyznačuje se nápadným žlutým pruhem na bocích, ohraničeným nepravidelnými tmavě hnědými pruhy a úzkým modrým pruhem.
Byla nalezena ve vodách Indického oceánu: Keňa, Tanzanie, jižní Mosambik a jižní Madagaskar. Združují se ve školkách s chňapálkem různopruhým. Jedná se o vejcorodou rybu s pelagickými jikrami. Živí se zooplanktonem.